# Красносільськ (Республіка Алтай)
Красносільськ (рос. Красносельск) — село Чойського району, Республіка Алтай Росії. Входить до складу Иниргінського сільського поселення.
Населення — 234 особи (2015 рік).
Село засноване 1850 року.